# شريطة كتفية
حِمالة الكتف أو الشريطة الكتفيّة هي شريطة تمتد فوق الكتف. غالباً ما يتم لصقها بالفساتين النسائية لدعم وزنها أو كجزء من أسلوبها. المصطلح ينطبق أيضاً على حمالة الحقيبة.